# 仁川國際機場2號航站樓站
仁川國際機場2號航站樓站（：／ Incheon-gonghang-2(i) teomineol yeok */?）是機場鐵道的終點車站，位於韓國仁川廣域市中區雲西洞，乃首都圈電鐵系統中最西面的車站。

## 車站構造
站體為1座側式月台（1號月台）與2座島式月台（2～5號月台）所組成的3側5線混合式月台，候車月台並設有月台幕門。
直通列車使用1號月台，一般列車則使用2、3號月台。4號和5號月台是低床月台，可容納20節列車，之前為KTX停靠之用，KTX停駛後目前暫不使用。

### 月台配置
| ↑ 仁川國際機場1號站樓 |
| １ \| ２３ \| ４５ \| |
| 起終點站              |

| 月台 | 路線              | 類別 | 目的地                                      |
| ---- | ----------------- | ---- | ------------------------------------------- |
| 1    | ●仁川國際機場鐵道 | 直通 | 此站終着                                    |
| 1    | ●仁川國際機場鐵道 | 直通 | 仁川國際機場1號航站樓、首爾站方向           |
| 2    | ●仁川國際機場鐵道 | 一般 | 仁川國際機場1號航站樓、金浦機場、首爾站方向 |
| 3    | ●仁川國際機場鐵道 | 一般 | 此站終着                                    |
| 4    | 未使用            | 無   | 預留（前KTX月台）                           |
| 5    | 未使用            | 無   | 預留（前KTX月台）                           |

## 歷史
- 2018年1月13日：落成啟用[1]。當時韓國鐵道公社的電腦登錄為「仁川空港T2」（인천공항T2）[2]。
- 2018年9月1日：KTX停止運行。

## 圖片

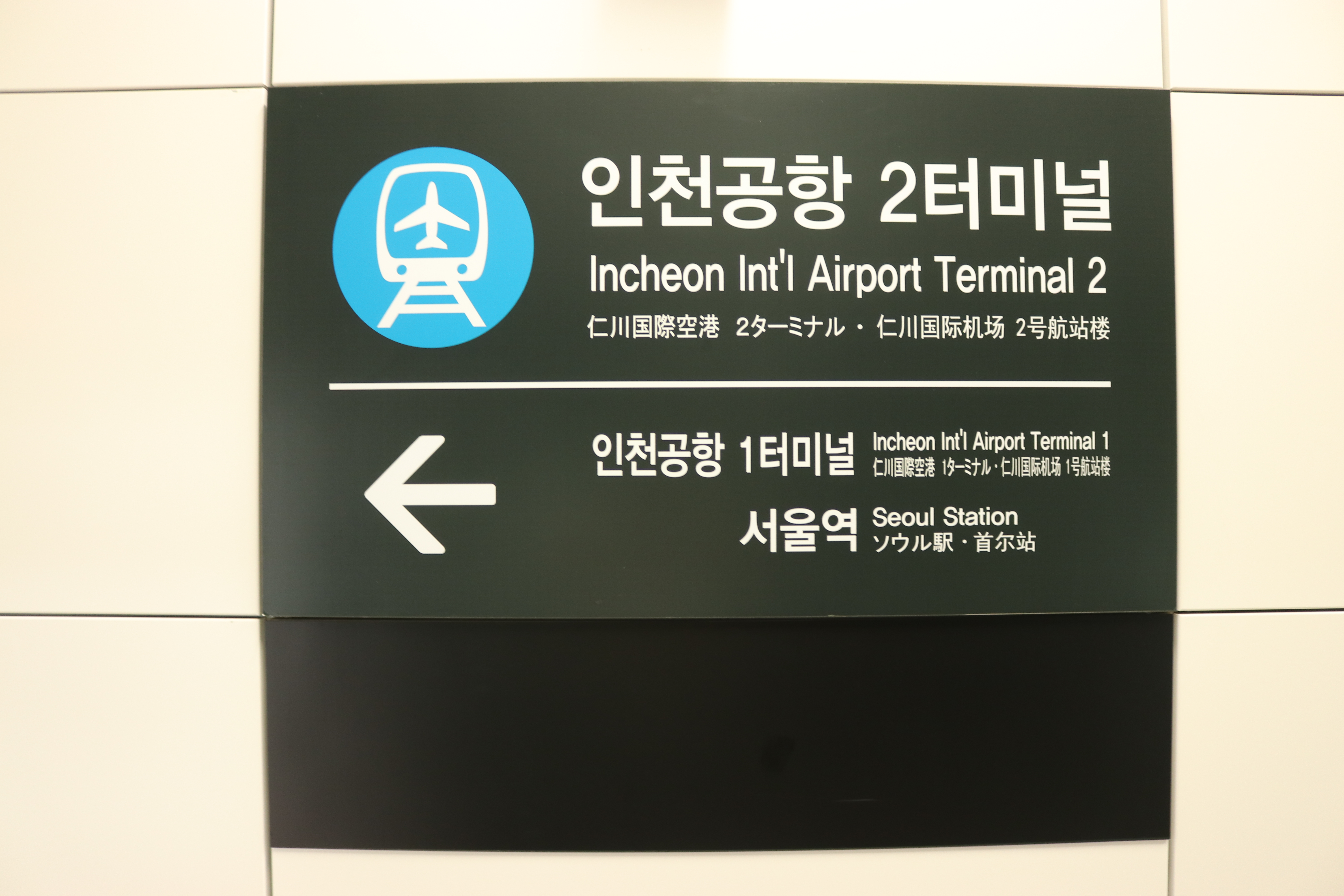
站名牌
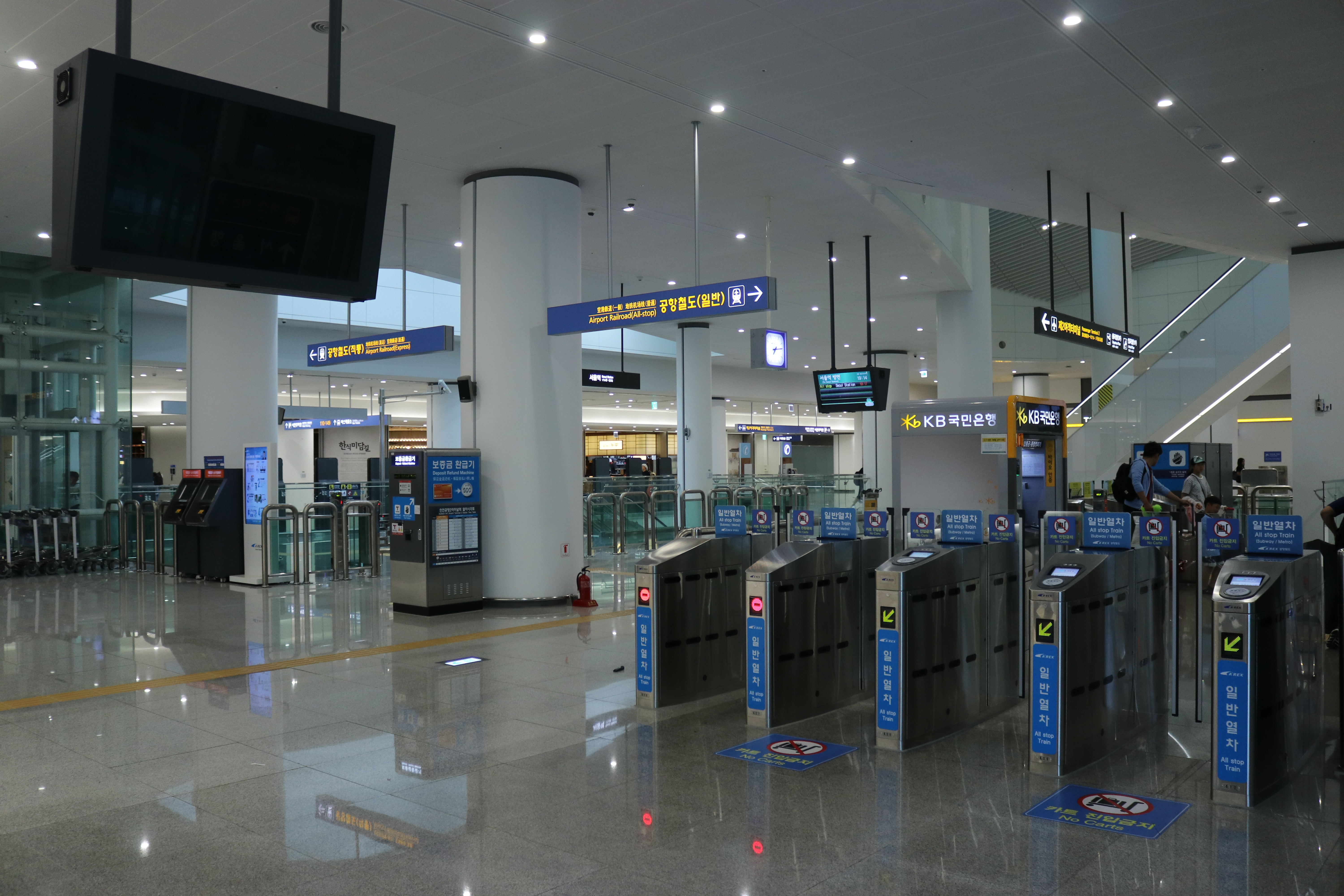
剪票閘口
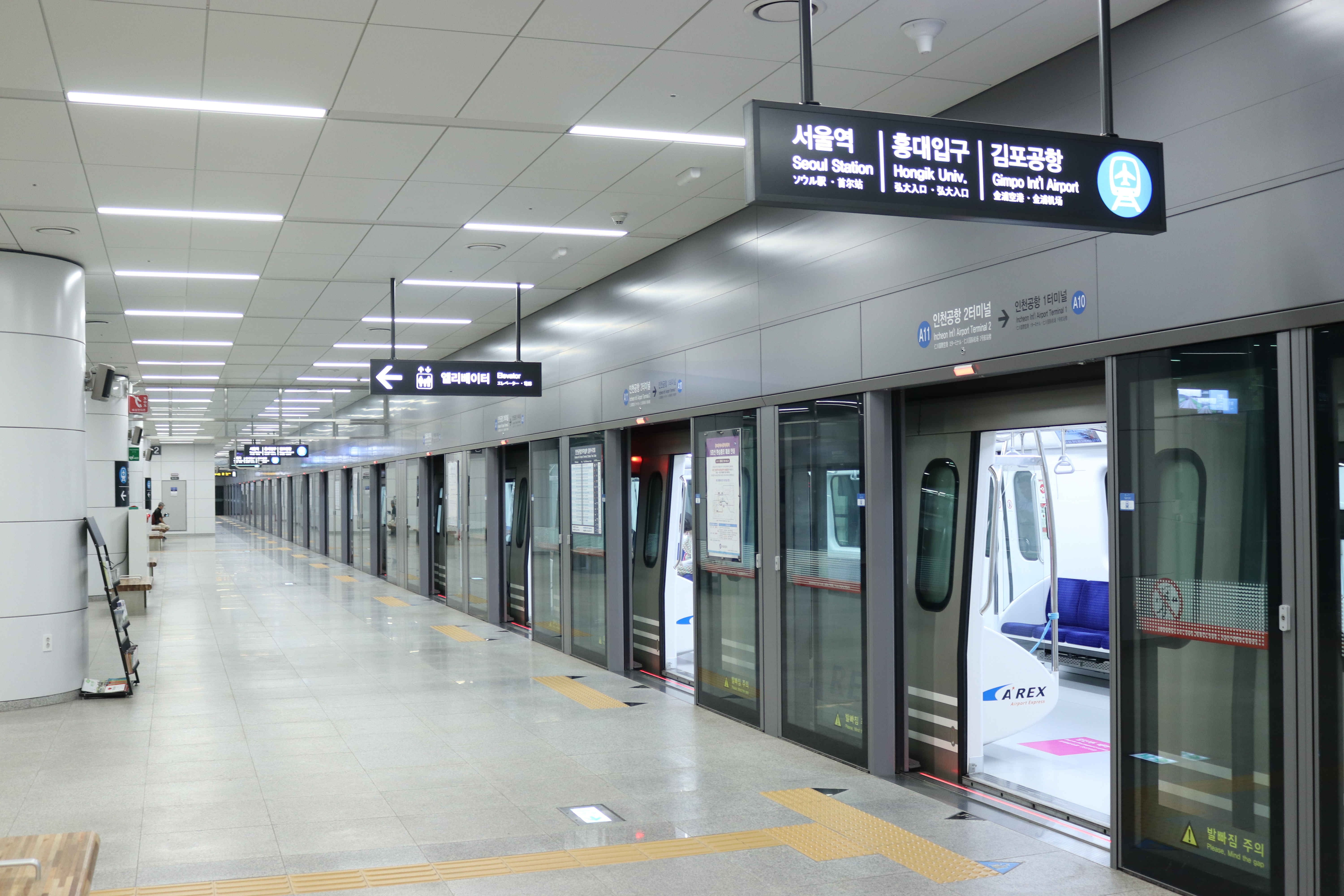
候車月台
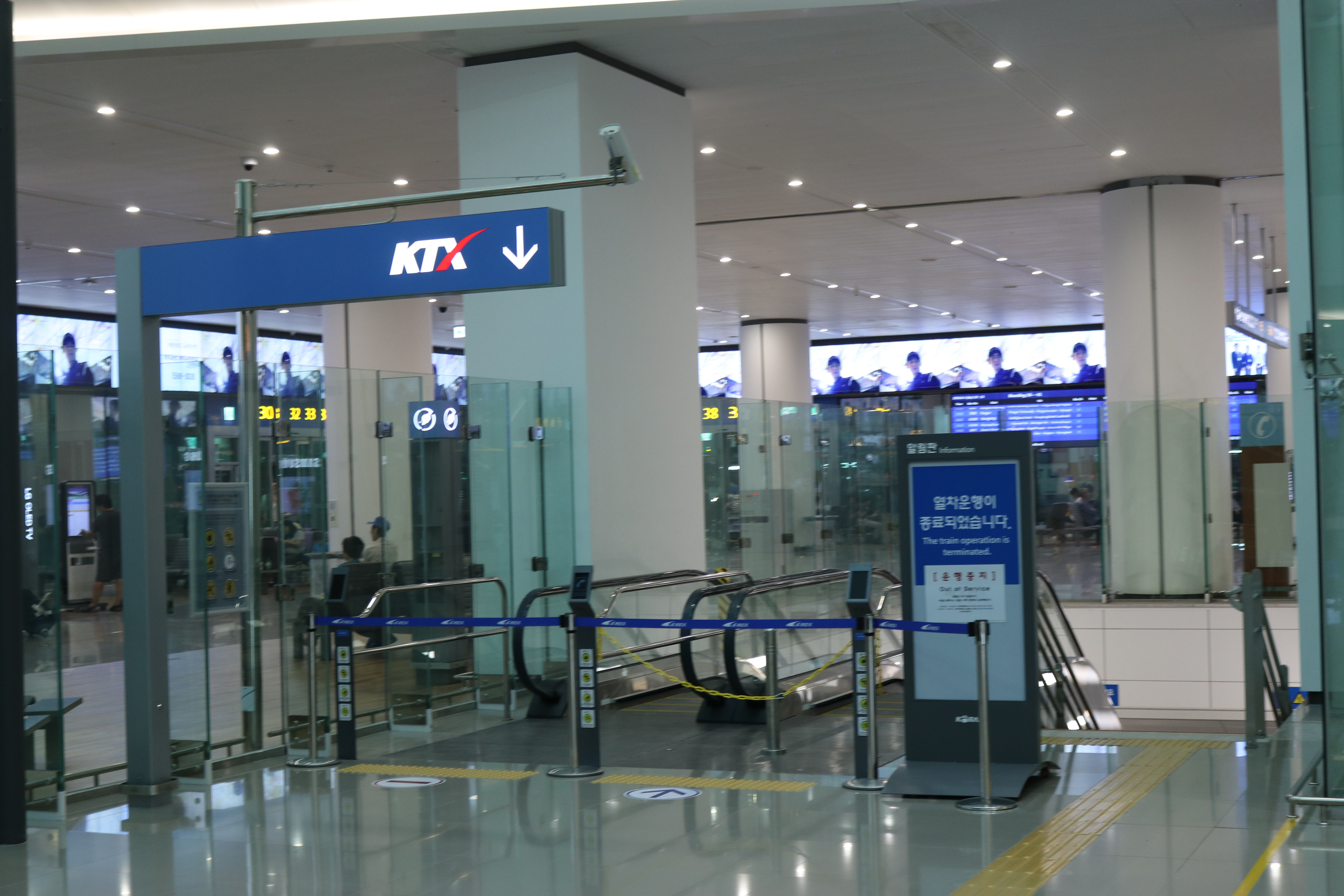
KTX月台（已不開放）
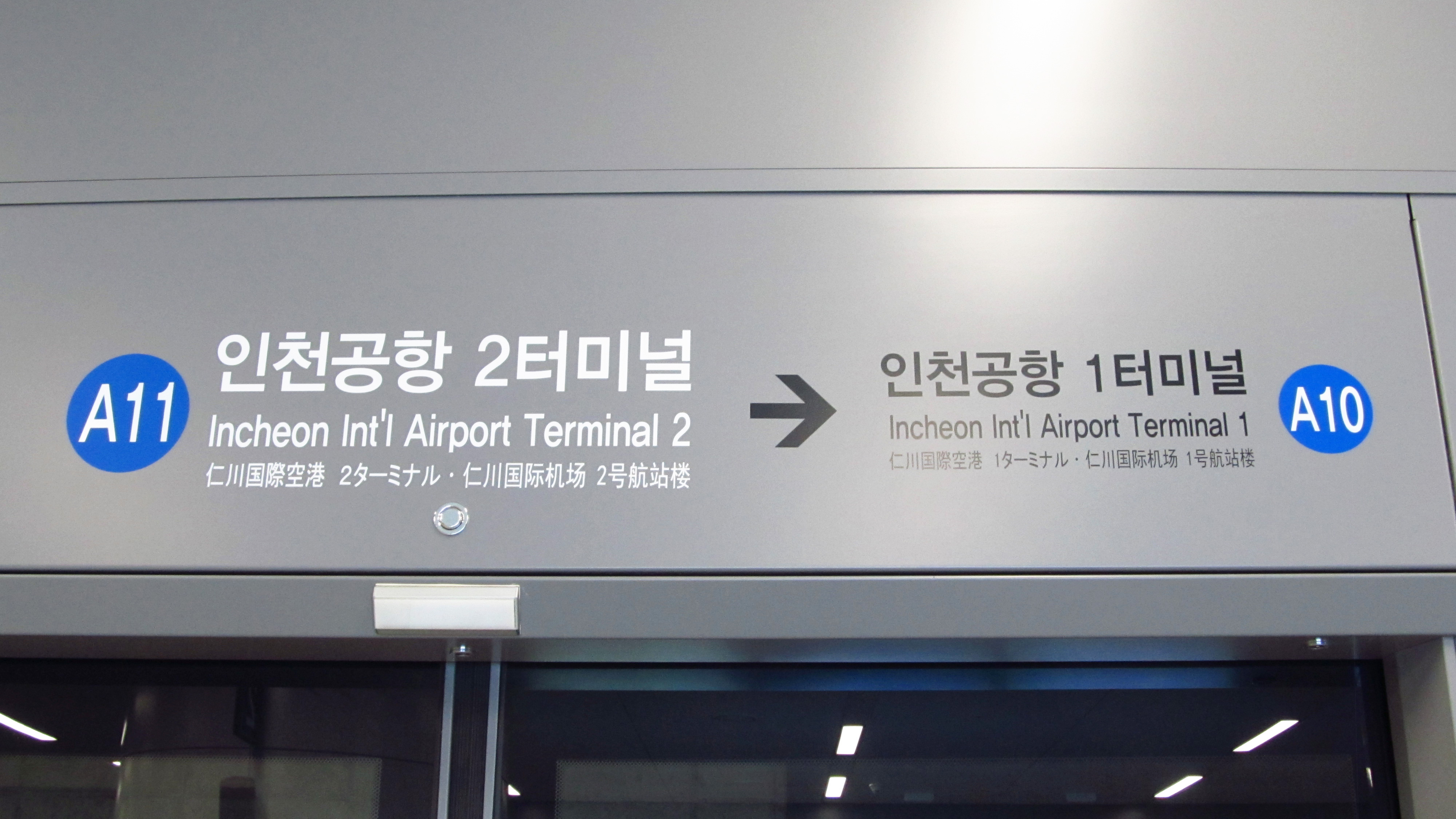
月台門資訊板

## 相鄰車站
機場鐵道
●仁川國際機場鐵道
直通、一般
仁川國際機場1號航站樓（A10）－仁川國際機場2號航站樓（A11）